# 대한민국 형사소송법 제220조
대한민국 형사소송법 제220조는 요급처분에 대한 형사소송법의 조문이다.

## 조문
제220조(요급처분) 제216조의 규정에 의한 처분을 하는 경우에 급속을 요하는 때에는 제123조제2항, 제125조의 규정에 의함을 요하지 아니한다.

## 참고 문헌
- 김호. "형사소송법 제220조의 개정 필요성에 대한 고찰 - 제217조 제1항에 따른 압수·수색을 중심으로 -." 경찰학연구 19.3 (2019): 205-230.
- 신이철. "형사소송법 제217조와 제220조와의 관계." 형사법의 신동향 0.57 (2017): 162-193.